# مارکوس آیشلر
مارکوس آیشلر (انگلیسی: Markus Eichler؛ زادهٔ ۱۸ فوریهٔ ۱۹۸۲) دوچرخه‌سوار اهل آلمان است.